# Santa Catarina (Cap Verd)
Santa Catarina és un concelho (municipi) de Cap Verd. Està situada a la part occidental de l'illa de Santiago. La seu és a la vila d'Assomada. En 2013 tenia 44.388 habitants.
El municipi va ser creat en 1971. Santa Catarina està situada a uns 60 km NNO de la capital de Cap Verd, Praia, limita al nord amb Tarrafal, a l'est amb els municipis de São Miguel, Santa Cruz i São Salvador do Mundo, al sud amb Ribeira Grande de Santiago, i a l'oest amb l'oceà Atlàntic.
El municipi juntament amb el camp compon una rara bellesa natural i posseeix també localitats amb algunes particularitats atractives, en clar contrast amb la ciutat d'Assomada amb el seu accentuat creixement urbà. El Centre Cultural d'Assomada alberga un museu amb el nom Museu de la Tabanka.

## Subdivisions
El municipi està format per una sola freguesia (parròquia civil), Santa Catarina. La freguesiase subdivideix en els següents assentaments:
- Achada Galego (pop: 865)
- Achada Gomes (pop: 743)
- Achada Lazão (pop: 2)
- Achada Leite (pop: 142)
- Achada Lém (pop: 2,088)
- Achada Ponta (pop: 195)
- Achada Tossa (pop: 742)
- Aguas Podres (pop: 205)
- Arribada (pop: 286)
- Assomada (pop: 12,332)
- Banana Semedo (pop: 428)
- Boa Entrada (pop: 1,119)
- Boa Entradinha (pop: 637)
- Bombardeiro (pop: 914)
- Chã de Lagoa (pop: 381)
- Chã de Tanque (pop: 1,164)
- Charco (pop: 266)
- Cruz Grande (pop: 798)
- Entre Picos (pop: 411)
- Entre Picos de Reda (pop: 412)
- Figueira das Naus (pop: 1,157)
- Fonte Lima (pop: 894)
- Fonteana (pop: 747)
- Fundura (pop: 1,070)
- Furna (pop: 433)
- Gamchemba (pop: 107)
- Gil Bispo (pop: 998)
- Japluma (pop: 546)
- João Bernardo (pop: 317)
- João Dias (pop: 546)
- Junco (pop: 336)
- Librão (pop: 391)
- Lugar Velho (pop: 10)
- Mancholy (pop: 903)
- Mato Baixo (pop: 488)
- Mato Gege (pop: 704)
- Mato Sancho (pop: 414)
- Palha Carga (pop: 978)
- Pata Brava (pop: 197)
- Pau Verde (pop: 256)
- Pedra Barro - deshabitat
- Pingo Chuva (pop: 505)
- Pinha dos Engenhos (pop: 650)
- Ribeira da Barca (pop: 2,317)
- Ribeira Riba, també Ribeira Acima (pop: 192)
- Ribeirão Isabel (pop: 409)
- Ribeirão Manuel (pop: 1,086)
- Rincão (pop: 1,048)
- Saltos Acima (pop: 105)
- Sedeguma (pop: 122)
- Serra Malagueta (pop: 572)
- Tomba Touro (pop: 82)

## Demografia
| Població de Santa Catarina, Cap Verd (1940—2013) | Població de Santa Catarina, Cap Verd (1940—2013) | Població de Santa Catarina, Cap Verd (1940—2013) | Població de Santa Catarina, Cap Verd (1940—2013) | Població de Santa Catarina, Cap Verd (1940—2013) | Població de Santa Catarina, Cap Verd (1940—2013) | Població de Santa Catarina, Cap Verd (1940—2013) | Població de Santa Catarina, Cap Verd (1940—2013) | Població de Santa Catarina, Cap Verd (1940—2013) |
| ------------------------------------------------ | ------------------------------------------------ | ------------------------------------------------ | ------------------------------------------------ | ------------------------------------------------ | ------------------------------------------------ | ------------------------------------------------ | ------------------------------------------------ | ------------------------------------------------ |
| 1940                                             | 1950                                             | 1960                                             | 1970                                             | 1980                                             | 1990                                             | 2000                                             | 2010                                             | 2013                                             |
| 26.848                                           | 19.428                                           | 30.207                                           | 41.462                                           | 41.012                                           | 41.584                                           | 50.024                                           | 43.297                                           | 44.388                                           |

## Història

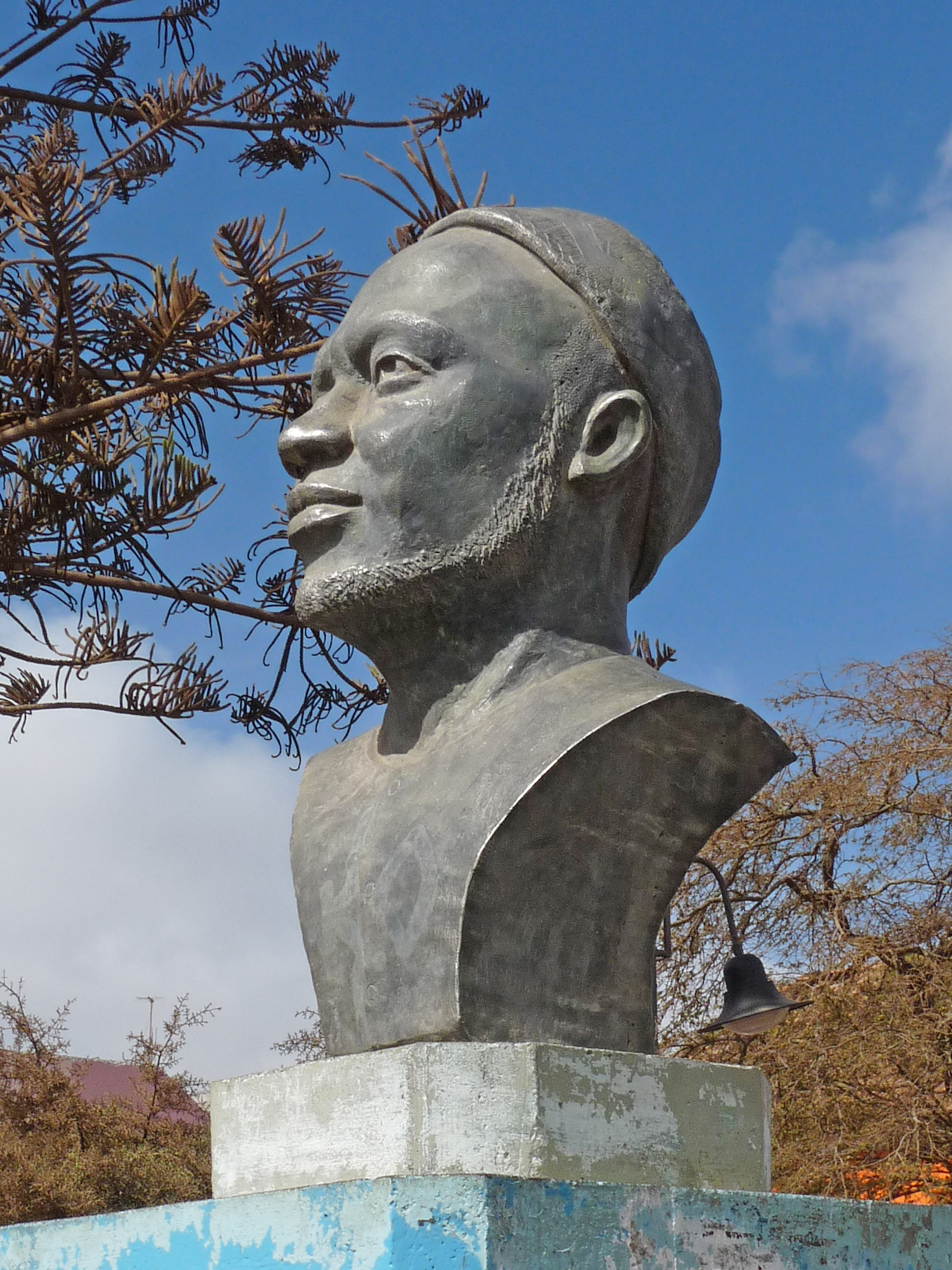
Bust d'Amilcar Cabral

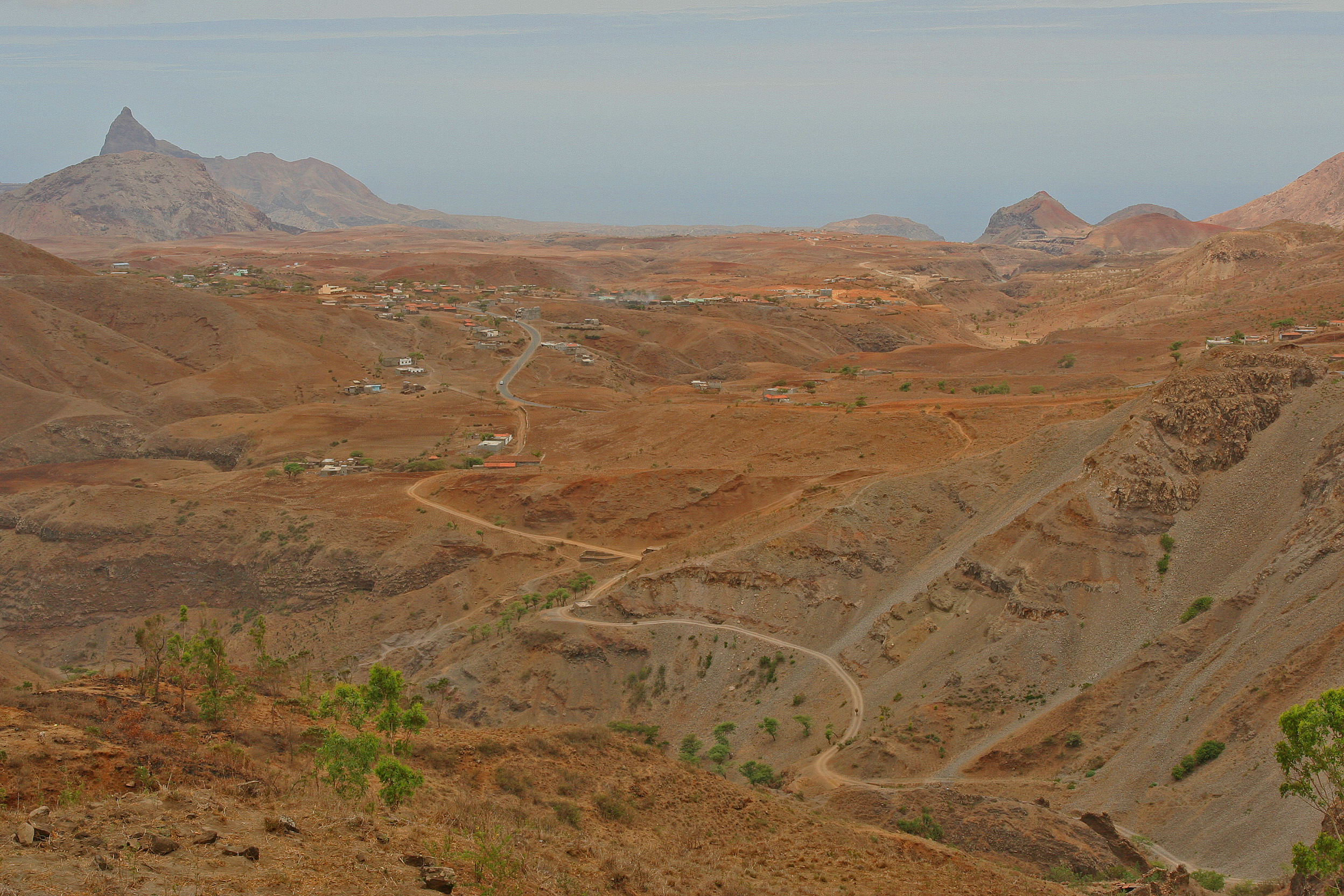
Terres de Santa Catarina

A finals del segle xix el municipi de Santa Catarina ocupava la part septentrional de l'illa, mentre que la part septentrional era ocupada pel municipi de Praia. En 1917 se li separaren les dues parròquies septentrionals del municipi per crear el nou municipi de Tarrafal. En febrer de 2005 se li separà una parròquia meridional per formar el municipi de São Salvador do Mundo.
El 30 d'octubre de 2013 es va construir el tercer embassament de Cap Verd, i fou anomenat Barragem de Saquinho, situat a l'oest del municipi, al nord-oest d'Assomada.

## Personatges
- António Mascarenhas Monteiro (1944), president de Cap Verd 1991-2001.
- Ivone Ramos (1926)
- Jose Maria Neves (1960), polític
- Manuel Veiga (1948), escriptor

## Agermanaments
- Lisboa[8]